# Патријарх српски Гаврило III
Гаврило III је био архиепископ пећки и патријарх српски у време превирања у врховима патријаршијске управе, од 1752. до око 1758. године.

## Биографија
Пет дана пред своју смрт, патријарх српски Гаврило II предао је патријарашки престо, који никада није ни заузео, јер су га болест и смрт спречили, митрополиту нишком Гаврилу.
Митрополит нишки Гаврило се помиње у једном запису, 27. јуна 1752. године, у вези са архијерејском хиротонијом архимандрита Пајсија Лазаревића, сабрата манастира Пиве, који је изабран за митрополита дабробосанског, а коју су извршили српски патријарх Атанасије II са митрополитима: нишким Гаврилом, ужичко-ваљевским Пајсијем и велетским Дионисијем.
Обавештавајући великог везира о смрти патријарха Гаврила II, Гаврило Николић му између осталог пише: „Његовом смрћу звање Патријарха је остало упражњено, потписани ваш слуга још као митрополит Ниша који припада епархији Пећке патријаршије, прихватио је Патријаршију и држи је од 1 дана месеца мухарема. Овај ваш слуга поново је исплатио државној благајници уобичајени поклон, исто тако сваке године плаћа надлежним местима суму која се одсеком плаћа а тако исто и канцеларијске таксе. На пет дана пре своје смрти поменути покојник овом вашем слузи је од своје добре воље уступио и предао своје патријаршиско право уз услов да се сума коју је он, поменути покојник, за исплату мирског поклона и остале канцеларијске и друге трошкове и таксе по признаницама узајмио, врати свакоме ономе који буде показао његову признаницу а и да се никако не узима у поступак тражња његових наследника, ако би се у току времена појавили и захтевали на дотичним местима да им се врате трошкови учињени око исплате мирског поклона и остали издаци и таксе наводећи: „онај чији смо ми наследници умро је пре него што је примио патријаршијско право (следовање). Он је мени предао и свој берат, и својим печатом потврђену представку о свом повлачењу предао ми је у руке. За то молим да се изволи милостиво наредити да ми се подари и удели високославни берат на упражњено звање поменутог покојника уз услове како је од старине уобичајено“.
У вези са новонасталом ситуацијом у Пећкој патријаршији, дефетердар је поднео великом везиру свој извештај у коме каже за патријарха Гаврила II: „Пошто је према извештају Одељења за сталне дохотке од епископија поменути Гаврило положио у месецу зилкаде године 65 ирсалију и мириски поклон, па пошао за своје место. У путу је, нападнут, од неке смртне болести, умро.
... Поменути калуђер Гаврило, син Николин, својим печатом потврђеном представком молио је да се звање патријарха и право патријаршиско од дана када је поменути њему то уступио, од месеца мухарема године-66, пренесе на њега. Показао је и печатом поменутог покојника потврђену представку о томе да се одрекао у његову корист“.
С обзиром да је Гаврило II био патријарх српски само педесет дана, нису га неки ни убрајали у српске патријархе, а патријарха Гаврила III Николића сматрали су за Гаврила "Другог" (у односу на претходног Гаврила).
Ни патријарх Гаврила III није се дуго задржао на пећком престолу, као ни његов наследник Вићентије I Стефановић (1758). Познато је да су патријарха Гаврила III молили да се врати на престо Српске патријаршије у Пећи, зато што се потоњи патријарси (грчке народности) свирепо понашали према својој пастви. У Нишу су се 1761. године састали истакнути представници Српске цркве и обратили се митрополиту карловачком Павлу Ненадовићу, да им он помогне да успоставе мирно стање у цркви како би се црква и народ заштитили од турског насиља. Због тога су они молили митрополита да он са своје стране утиче на бившег патријарха Гаврила III, пошто они нису успели да га наговоре, да би се повратио на пећки престо, а кога су и цетињске владике наговарали да се поврати и обећали му подршку у раду као и помоћ Патријаршији.
Овој конференцији која се одржала у Нишу председавао је митрополит ћустендилски Серапион који се, заједно са осталим учесницима ове конференције, састао са бившим патријархом Гаврилом III и тражио од њега да се врати на место патријарха пећког. Ни после ове конференције патријарх Гаврило III није прихватио да се врати на место патријарха. Повукао се у Цариград, где је добијао султанову помоћ да живи.